# Premis Literaris de Girona
Els Premis Literaris de Girona són una sèrie de premis de literatura en català atorgats anualment a partir de 1968 per la Fundació Prudenci Bertrana. Les categories són les següents:
- Premi Prudenci Bertrana de novel·la (creat el 1968)
- Premi Miquel de Palol de poesia (creat el 1978)
- Premi Carles Rahola d'assaig (creat el 1980)
- Premi Ramon Muntaner de literatura juvenil (creat el 1986)
- Premi Cerverí de lletres per a cançó (creat el 1996)
- Premi LletrA de projectes digitals a Internet (creat el 2001)
- Premi Aurora Bertrana de traducció (creat el 2022)